# Prisoner (песня)
«Prisoner» — дуэт американского рэпера The Weeknd и певицы Ланы Дель Рей, выпущенный 28 августа 2015 года. Песня входит в студийный альбом «Beauty Behind the Madness». Песня был написан самими исполнителями в дуэте с Карло Монтагниси, спродюсирована самим The Weeknd и Монтагниси.

## Коммерция
Песня была написан в 2015 году. Как рассказывает сама Лана Дель Рей её лейблу позвонили, и предложили сделать дуэт совместно с The Weeknd, на что певица согласилась. Запись длилась 1 день в связи с записью бэк-вокалов. Песня была написан самими исполнителями в дуэте с Карло Монтагниси, спродюсирована самим The Weeknd и Монтагниси. Входит песня в студийный альбом The Weeknd — «Beauty Behind the Madness». Песня получила положительные отзывы критиков. Песня Prisoner дебютировал с 47 места в чарте Billboard Hot 100 и за неделю прослушали 51 291 копию.

## Чарты
| Чарт (2015)                           | Высшая позиция |
| ------------------------------------- | -------------- |
| Франция (SNEP)                        | 113            |
| Швеция (Sverigetopplistan)            | 95             |
| Великобритания (OCC UK Singles)       | 78             |
| Великобритания (OCC UK Hip Hop/R&B)   | 19             |
| США (Billboard Hot 100)               | 47             |
| США (Billboard Hot R&B/Hip-Hop Songs) | 16             |